# Catherine Ivanovna de Russie (1691-1733)
Pour les articles homonymes, voir Catherine de Russie.
La tsarevna Catherine Ivanovna de Russie (20 octobre 1691 - 14 juin 1733) est la fille du tsar Ivan V et de Prascovia Saltykova, la sœur aînée de l'impératrice Anne de Russie et la nièce de Pierre le Grand. Par son mariage, elle est duchesse de Mecklembourg-Schwerin.

## Jeunesse
Catherine est née à Moscou et est baptisée au monastère de Chudov, ses parrains et marraines sont son oncle le tsar Pierre Ier et sa grand-tante la princesse Tatiana, fille du tsar Michel Ier. Elle est la troisième de cinq filles, mais la mort prématurée de ses sœurs aînées, Maria et Feodosia, fait d'elle l'aînée de ses parents. Elle a également deux sœurs cadettes : Anne, future impératrice, et Prascovie (14 octobre 1694 - 19 octobre 1731).
Catherine, apparemment l'enfant préférée de sa mère, passe son enfance dans le domaine de celle-ci à Izmaylovo, également le lieu de naissance de son grand-père paternel le tsar Alexis. Comme ses sœurs, elle reçoit une éducation occidentale : étude de l'allemand et du français, danse et étiquette. Ses professeurs sont Johann-Dietrich Christopher Osterman (frère du futur vice-chancelier) et le Français Etienne Rambur. Des filles d'Ivan V, elle semble être la plus intelligente. En 1708, la famille s'installe dans la nouvelle capitale, Saint-Pétersbourg.

## Mariage
Selon ses contemporains, Catherine est très belle, petite, brune et pâle et est très populaire dans la haute-société grâce à son charme et sa sociabilité.
Elle se marie le 19 avril 1716 à Dantzig avec Charles-Léopold, duc de Mecklembourg-Schwerin. Il voulait d'abord épouser sa sœur Anne, duchesse douairière de Courlande, mais Pierre Ier choisit finalement Catherine pour être son épouse. Le mariage crée une alliance politique entre la Russie et le Mecklembourg contre la Suède, ce qui avantageux pour Pierre, car il veut utiliser le port de Mecklembourg pour y abriter sa flotte. Dans le contrat de mariage, le duc accepte que sa future épouse garde sa foi orthodoxe et de lui verser 6 000 thalers par an. Pierre Ier, en retour, accepte de contribuer aux tentatives du duc de conquérir la ville de Wismar. 
Ils ont deux filles : Élisabeth, née à Rostock le 18 décembre 1718, et une sans nom, soit mort-née, soit décédée immédiatement après sa naissance le 18 janvier 1722.
Le mariage est malheureux, car Charles-Léopold maltraite Catherine. Elle revient en Russie en 1722 avec sa fille. Le couple ne divorce pas, mais ils ne se revoient jamais.

## Dernières années
À la mort de Pierre II en 1730, le Haut conseil secret envisage Catherine comme candidate au trône, étant la fille aînée d'Ivan V, mais la crainte que son époux ne gagne de l'influence en Russie, ainsi que sa propre nature indépendante et capricieuse conduisent le conseil à choisir Anne, considérée comme plus docile.
Catherine est impliquée dans les événements du 7 mars 1730, lorsqu'un groupe de nobles (entre 150 et 800, selon les sources), parmi lesquels se trouvent de nombreux officiers de la garde, arrive au palais et adresse une pétition à l'impératrice. Dans cette pétition, ils demandent le réexamen de la forme de gouvernement. Anna hésite, mais Catherine l'aurait forcé à signer la pétition.
Catherine crée à sa cour l'un des premiers théâtres russes, avec des serfs comme acteurs. Elle vit secrètement avec l'officier de marine le prince Michail Andreevič Belosel'skij-Belozerskij, exilé en Oural trois ans après sa mort pour avoir eu des «discours impudiques» sur la princesse .
Le 12 mai 1733, Catherine assiste à la conversion de sa fille à la religion orthodoxe, qui reçoit le nom d'Anna Leopoldovna afin de la rendre acceptable comme héritière du trône. Catherine meurt un mois plus tard et est inhumée aux côtés de sa mère en l'église de l'Annonciation du monastère Saint-Alexandre-Nevski.